# 四条隆昌
四条 隆昌（しじょう たかまさ）は、安土桃山時代から江戸時代初期にかけての公卿。権中納言・冷泉為益の長男。官位は左近中将。四条家15代当主。

## 経歴
初め二条家諸大夫月輪家を相続し名を家賢といった。
天正3年（1575年）3月、前当主・四条隆益が死去し中絶していた四条家を再興し、名を隆昌と改めた。天正8年（1580年）1月に従四位下となったが、勅勘を蒙り摂津国の堺に出奔した。その間、正親町三条公兄の孫の隆憲、次いで隆致が四条家に迎えられている。しかし隆昌は、慶長6年（1601年）5月、徳川家康の奏請により、勅免出仕し四条家に戻った。このため当時四条家を継いでいた隆致の子・隆朝は別家を立て櫛笥家と称した。
慶長18年（1613年）5月12日、薨去。享年88。

## 系譜
- 父：冷泉為益
- 母：不詳
- 養父：四条隆益
- 妻：御茶々（三河御局） - 長谷玄孝法眼女、もと一色昭孝室、唐橋在通母、のち朝日姫に侍する乳人
- 妻：磯部兵部大輔女（?-1594）
  - 女子（1591-1593） - 3歳で死去、法名は玉仏房
  - 女子：弥々
- 妻：恵光寺良恵女 - 本願寺門跡一族
  - 女子：御テテ
- 生母不明の子女
  - 女子：藤谷為賢室
  - 女子：本多美濃守室
  - 女子：小上﨟 - 於妻御前、おつまの方。豊臣秀次側室
  - 男子：四条隆術（1611-1647）